# Niedernai
Niedernai település Franciaországban, Bas-Rhin megyében. Lakosainak száma 1239 fő (2022. január 1.). Niedernai Bolsenheim, Goxwiller, Meistratzheim, Obernai, Uttenheim, Valff és Westhouse községekkel határos.

## Népesség
A település népességének változása:
| Lakosok száma | 1195 | 1218 | 1266 | 1270 | 1271 | 1268 | 1267 | 1253 | 1239 |
|               | 2013 | 2015 | 2016 | 2017 | 2018 | 2019 | 2020 | 2021 | 2022 |